# Le Secret des abîmes
Le Secret des abîmes, publié en 2005, est le deuxième tome des Maîtres des brisants, d'Erik L'Homme. Il suit le tome Chien-de-la-lune (2004), et précède le tome Seigneurs de guerre (2009).

## Résumé
La bataille entre l'Empire Comtal de Nifhell et le Khanat de Muspell pour le contrôle de la Planète Morte et des Chemins Blancs a vu la victoire de la Flotte Impériale et de son commandant en chef, le Capitaine Vrânken de Xaintrailles alias Chien-de-la-Lune: le plus terrifiant stratège du Khan — La Pieuvre, qui est en réalité une jeune femme du prénom d'Alyss — a été capturé, malgré la tentative du Général Xamar d'endosser cette identité. Mais alors que les célébrations commencent, le centre de contrôle des Chemins Blancs est détruit, ce qui prive la flotte des couloirs hyperspatiaux qui lui permettraient de rentrer. Pire encore: une seconde flotte de Muspell, sous les ordres de l'Amiral Njal Gulax, déferle sur Nifhel, la planète capitale de l'Empire Comtal, tandis que la Flotte Impériale menée par Chien-de-la-Lune est piégée sur Planète Morte. Mais coup de théâtre, le Rongeur d'Os, le vieux vaisseau de Chien-de-la-Lune, est fait de la dépouille d'un Gôndül, animal fabuleux capable de traverser l'espace à la vitesse de la lumière. Mais pour le ranimer, le Capitaine doit lui prêter son propre sang, ce qu'il fait, au risque de sa vie. Tandis que Frä Ulfidas et la novice Xândrine organisent la résistance sur Nifhell, ce qui leur vaut d'être traquée par l'impitoyable Colonel Craxus, Mörgane guide le vaisseau à travers les terribles Brisants. Une fois arrivé, le Rongeur d'Os rejoint les résistants pour le combat final, dont le jeune Xâvier dicte la stratégie...